# Simulium rangeli
Simulium rangeli es una especie de insecto del género Simulium, familia Simuliidae, orden Diptera.
Fue descrita científicamente por Ramírez-Pérez, Rassi & Ramírez, 1977.